# TRY AGAIN (쿠라키 마이의 노래)
〈TRY AGAIN〉은 일본 가수 쿠라키 마이의 39번째 CD 싱글이다. 2013년 2월 6일에 노던 뮤직에서 발매했다.
노래는 요미우리 TV 닛폰 TV계 애니메이션 《명탐정 코난》 제35기 여는 곡으로 사용됐다. 쿠라키로는 16번째가 되는 《명탐정 코난》의 타이업이다.
전 싱글 〈사랑에 사랑해서/Special morning day to you〉에서 약6개월만이 되는 싱글이다. 싱글반은 일반적으로는 초회한정반과 명탐정 코난반, 통상반의 3형태로의 발매, 게다가 팬 클럽 회원과 Musing 회원 한정으로 발매되는 Musing&FC반도 포함되고, 실질적으로 4형태로의 발매가 된다. 각 자켓도 각각 다르다. 초회한정반에만 DVD가 부속됐다. 싱글반의 규격품번은 각각 통상반이 VNCM-6031, 초회한정반이 VNCM-6029, 명탐정 코난반이 VNCM-6030, FC&Musing반이 VNCF-6031이다.

## 수록곡
1. TRY AGAIN (4:29)
  - 작사: 쿠라키 마이, 작곡: 토쿠나가 아키히토, 편곡: Cybersound
2. 사쿠라 사쿠라...(さくら さくら…) (4:46)
  - 작사: 쿠라키 마이, 작곡: 오노 아이카, 편곡: 하야시 료
3. TRY AGAIN (Instrumental)
4. 사쿠라 사쿠라… (Instrumental)

초회한정반 부속 DVD
- TRY AGAIN (Music Clip)

명탐정 코난반 부속 DVD
- 〈TRY AGAIN〉 명탐정 코난 오프닝 영상 (논텔롭 ver.)

## 배수정 버전
〈TRY AGAIN〉은 2014년 10월 1일에 발매된 디지털 싱글이며, 2014년 3월 31일부터 2014년 5월 20일까지 투니버스에서 방영된 《명탐정 코난 12기》의 주제가로 쓰였다.